# ویتهمپستد
ویتهمپستد (به انگلیسی: Wheathampstead) یک روستا و محله مدنی در بریتانیا است که در St. Albans واقع شده‌است. ویتهمپستد ۶٬۴۱۰ نفر جمعیت دارد.